# الدوري الألماني
الدوري الألماني الدرجة الأولى لكرة القدم والمُسماة بـالبوندسليغا (تُلفظ بالألمانية: [ˈbʊndəsˌliːɡa]  ( سماع)) هو دوري المحترفين لكرة القدم في ألمانيا ويعدّ من الدوريات النخبة على مستوى العالم. ويعتبر الدرجة الممتازة والأساسية في البلاد، لكونه قمة أنظمة دوري كرة القدم الألمانية. يتنافس عليه 18 فريقا تتبع نظام الترقية أو النزول مع بوندسليغا 2 (دوري الدرجة الثانية) .
ومنذ تأسيس البوندسليغا تنافس فيه ما مجموعه 50 ناديًا. وهيمن نادي بايرن ميونخ على البطولة منذ سبعينات القرن العشرين، وفاز باللقب 31 مرة. وعلى أي حال شهدت البوندسليغا أبطالاً آخرين كان أبرزهم هامبورغ وبوروسيا دورتموند، وفيردر بريمن، وبوروسيا مونشنغلادباخ، وشتوتغارت وفولفسبورغ.
تحتل البوندسليغا أحد مراتب القمة لأنظمة الدوري الوطنية، وتأتي حالياً في المركز الثالث في أوروبا بعد إنكتلرا وإسبانيا وفقاً لتصنيف الاتحاد الأوروبي لكرة القدم (UEFA) الخاص بدرجات الدوري وذلك استنادًا لنتائج الأندية الألمانية في المسابقات الأوروبية الأخيرة. وتأخرت ألمانيا في إنشاء الدوري الوطني إلى وقت متأخر جدًا خلافًا لمعظم البلدان؛ حيث لم تتشكل البوندسليغا حتى سنة 1963، وشهد تنظيم الدوري وبنيته تغيرات كثيرة في البلاد إلى يومنا هذا. وتأسس الدوري بالأساس من قبل اتحاد ألمانيا لكرة القدم، ولكنه يدار الآن من قبل DFL.
وينطبق مصطلح البوندسليغا أيضا على دوري كرة القدم في النمسا إلا أنه الاسم الشائع للدوري الألماني، ويستخدم للإشارة إلى بطولات الدوري العالي المستوى في العديد من الرياضات الأخرى سواءً في ألمانيا أو النمسا.
بطل موسم 2023–24 هو باير 04 ليفركوزن بعدما تمكن من حسم اللقب قبل 5 جولات من النهاية محققاً بذلك لقبه الأول في تاريخه.

## تاريخ
بعد تأسيسه عام 1900 قرر الاتحاد الألماني لكرة القدم تنظيم أول بطولة رسمية في البلاد وقد حدث ذلك بالفعل في عام 1903 عندما تم إنشاء أول دوري رسمي في ألمانيا تحت مسمى "Bezirksliga "يجمع أبطال الدوريات الإقليمية في ألمانيا ليتنافسون في ما بينهم بنظام خروج المغلوب، وقد استضافت مدينة هامبورغ في الموسم الأول المباراة النهائية التي جمعت ناديي "دي إف سي براغ "و "فاو إف بي لايبزيغ "وانتهت بفوز الأخير بنتيجة 7–2 ليتوّج بعد ذلك باللقب.

### الدوري الألماني خلال فترة الحكم النازي في ألمانيا (1933–1945)
في عهد النازيين تم إلغاء الدوري السابق (Bezirksliga) وإنشاء دوري جديد تحت مسمى "Gauliga "وإن أصل هذه التسمية مستوحاة من عبارة "Gau "والتي تعني (المنطقة أو المقاطعة) وعبارة "liga "والتي تعني (الدوري) أي أن المسمى "Gauliga "يعني (دوري المقاطعة) وجمعها "Gauligaen "أي (دوري المقاطعات) نظام الدوري الألماني في عهد النازيين كان أيضاً نفس نظام الدوري السابق، أبطال الدوريات الإقليمية يلعبون فيما بينهم بنظام الأدوار الاقصائية لكن مع توسيع الدوريات الإقليمية إلى 16 دورياً بعد أن كانت 8 فقط، ومن كل دوري من هذه الدوريات الإقليمية الـ16 يتأهل الفريق البطل ليتكون 16 فريقاً يلعبون ضد بعض بنظام الأدوار الإقصائية ثم بعد ذلك تم توسيع الدوري الألماني من خلال إشراك الأندية النمساوية بعد عملية الآنشلوس، وحققت هذه الأندية إنجازات ففاز نادي رابيد فيينا بلقب الدوري مرة واحدة موسم 1941 بالإضافة إلى كأس ألمانيا عام 1938، وأيضاً أحرز نادي فيرست فيينا لقب كأس ألمانيا عام 1943.
كما تم ضم أندية عسكرية للدوري على غرار فريق (فتوافا هامبورغ) الذي شارك في موسم (1943–1944) وبعد انتهاء الحكم النازي في ألمانيا تم إلغاء هذا الدوري واستبداله بدوري جديد يُدعى "Oberliga".

### دوري الـ "أوبرليغا "منذ 1946 إلى 1963
بعد انتهاء الحرب العالمية الثانية وانتهاء الحكم النازي في ألمانيا كانت كرة القدم الألمانية في حالة فوضى عارمة وقد أمرت سلطات الحلفاء المحتلة تفكيك معظم المنظمات في البلاد بما في ذلك الرياضة وأندية كرة القدم لكن سرعان ما أُعيدت هذه الأندية من جديد، ، وقد تم استئناف اللعب وتشكيل دوري تحت مسمى "Oberliga "بحلول عام 1948 واصل هذه التسمية مستوحاة من عبارة "ober "والتي تعني (الأعلى) وعبارة "liga "والتي تعني (دوري) أي أن تسمية "oberliga "معناها (الدوري الأعلى) وكان نادي نورمبرغ هو أول نادي يفوز بالدوري الألماني بعد الحرب العالمية الثانية بعد أن فاز على كايزرسلاوترن بنتيجة 2–1 في المباراة النهائية التي جمعتهما في مدينة كولن وفي عام 1949 تم تغيير شكل كأس الدوري الألماني (من تمثال الإلهة الرومانية فكتوريا إلى درع Meisterschale).

### بداية البوندسليغا
تعتبر البوندسليغا التي تأسست عام 1963 أول دوري محترف ألماني كما أنها تعتبر نقطة تحول وتغير كبير في الدوري الألماني حيث تم التخلي عن الدوريات الإقليمية وتم إلغاء نظام الأدوار الإقصائية المستخدم في الدوريات السابقة واستبداله بنظام الدوري، وقد شارك في الموسم الأول للبوندسليغا 16 فريق وقد توّج نادي كولن باللقب في الموسم الأول وكانت أول مباراة في البوندسليغا بين فيردر بريمن وبوروسيا دورتموند وفاز الأول بنتيجة 3–2 وأول هدف تم تسجيله في البوندسليغا.

## الشعار

شعار البطولة من 1996 إلى 2002
شعار البطولة من 2002 إلى 2006
شعار البطولة من 2006 إلى 2010
شعار البطولة من 2010 إلى 2012 ومن 2013 إلى 2017
شعار البطولة موسم 2012-13 وذلك بمناسبة اليوبيل الذهبي للبوندسليغا
شعار البطولة منذ موسم 2017-18 وحتى الآن

## تصنيفات الدوري
تنقسم البوندسليغا إلى قسمين كلاهما للمحترفين: البوندسليغا 1 و البوندسليغا 2 والتي تضم أندية الدرجة الثانية لكرة القدم الألمانية من سنة 1974. ومنذ سنة 2008 ودوري الدرجة الثالثة لكرة القدم في ألمانيا هو أيضاً دوري للمحترفيين ولكن لا يطلق عليه بوندسليغا لأنه يدار من قبل الاتحاد الألماني لكرة القدم (DFB) وليس من قبل رابطة الدوري الألماني (DFL). وعمومًا تقسّم الفرق التي تحت دوري الدرجة الثالثة في أغلب الأحيان على قاعدة أقليمية. ويتكوّن على سبيل المثال الريجيوناليغيا (دوري الدرجة الرابعة) حاليًا على نورد (شمال)، وسود (جنوب)، وتقسيمات غربية ؛ أما أوبيرليغيا (دوري الدرجة الخامسة) فيتشكل من تسعة انقسامات إقليمية فيدرالية أو جغرافية أو حضرية كبيرة.

## سجل الأبطال

### البطولة الألمانية
| - 1903: في إف بي لايبزيغ - 1904: لم يتوج أي بطل - 1905: يونيون 92 برلين - 1906: في إف بي لايبزيغ - 1907: فريبيرغ - 1908: فيكتوريا برلين - 1909: فونكس كارلسروه - 1910: كارلسروه إف في - 1911: فيكتوريا برلين - 1912: هولشتاين كيل - 1913: في إف بي لايبزيغ - 1914: غرويتر فورت - 1915: لم تقم البطولة بسبب الحرب العالمية الأولى - 1916: لم تقم البطولة بسبب الحرب العالمية الأولى - 1917: لم تقم البطولة بسبب الحرب العالمية الأولى - 1918: لم تقم البطولة بسبب الحرب العالمية الأولى - 1919: لم تقم البطولة بسبب الحرب العالمية الأولى - 1920: نورنبرغ | - 1921: نورنبرغ - 1922: لم يتوج أي بطل - 1923:هامبورغ - 1924: نورنبرغ - 1925: نورنبرغ - 1926: غرويتر فورت - 1927: نورنبرغ - 1928:هامبورغ - 1929: غرويتر فورت - 1930: هيرتا برلين - 1931: هيرتا برلين - 1932: بايرن ميونخ - 1933: فورتونا دوسلدورف - 1934: شالكه 04 - 1935: شالكه 04 - 1936: نورنبرغ - 1937: شالكه 04 - 1938: هانوفر 96 - 1939: شالكه 04 - 1940: شالكه 04 - 1941: رابيد فيينا - 1942: شالكه 04 | - 1943: درسدن - 1944: درسدن - 1945: توقفت البطولة - الحرب العالمية الثانية - 1946: توقفت البطولة - الحرب العالمية الثانية - 1947: توقفت البطولة - الحرب العالمية الثانية - 1948: نورنبرغ - 1949: مانهايم - 1950: شتوتغارت - 1951: كايزرسلاوترن - 1952: شتوتغارت - 1953: كايزرسلاوترن - 1954: هانوفر 96 - 1955: روت فايس إيسن - 1956: بوروسيا دورتموند - 1957: بوروسيا دورتموند - 1958: شالكه 04 - 1959: آينتراخت فرانكفورت - 1960: هامبورغ - 1961: نورنبرغ - 1962: إف سي كولن - 1963: بوروسيا دورتموند |

### بوندسليغا
استطاع أكثر من 28 فريق أن يحقق بطولة الدوري الألماني لكرة القدم. ويعتبر نادي بايرن ميونخ أكثر الأندية نجاحاً بعد فورزه بـ34 لقباً، أغلبها كانت بعد تأسيس البوندسليغا بالنظام الحديث. بينما أكثر الأندية نجاحاً في النظام القديم للدوري الألماني والذي يتكون من خروج المغلوب هو نادي نورمبرغ فحصد 8 ألقاب ويصبح مجموع ما لديه 9 ألقاب. ليحتلا بذلك المركزين الأول والثاني في لائحة أكثر الفرق الألمانية فوزا بالدوري. بينما كان المركز الثالث من نصيب بوروسيا دورتموند فاستطاع أن يفوز ب 8 ألقاب.

| - 1963–64: إف سي كولن - 1964–65: فيردر بريمن - 1965–66: ميونخ 1860 - 1966–67: آينتراخت براونشفايغ - 1967–68: إف سي نورنبيرغ - 1969–69: بايرن ميونخ - 1969–70: بوروسيا مونشنغلادباخ - 1970–71: بوروسيا مونشنغلادباخ - 1971–72: بايرن ميونخ - 1972–73: بايرن ميونخ - 1973–74: بايرن ميونخ - 1974–75: بوروسيا مونشنغلادباخ - 1975–76: بوروسيا مونشنغلادباخ - 1976–77: بوروسيا مونشنغلادباخ - 1977–78: إف سي كولن - 1978–79: هامبورغ - 1979–80: بايرن ميونخ - 1980–81: بايرن ميونخ - 1981–82: هامبورغ - 1982–83: هامبورغ - 1983–84: شتوتغارت | - 1984–85: بايرن ميونخ - 1985–86: بايرن ميونخ - 1986–87: بايرن ميونخ - 1987–88: فيردر بريمن - 1988–89: بايرن ميونخ - 1989–90: بايرن ميونخ - 1990–91: كايزرسلاوترن - 1991–92: شتوتغارت - 1992–93: فيردر بريمن - 1993–94: بايرن ميونخ - 1994–95: بوروسيا دورتموند - 1995–96: بوروسيا دورتموند - 1996–97: بايرن ميونخ - 1997–98: كايزرسلاوترن - 1998–99: بايرن ميونخ - 1999–00: بايرن ميونخ - 2000–01: بايرن ميونخ - 2001–02: بوروسيا دورتموند - 2002–03: بايرن ميونخ - 2003–04: فيردر بريمن - 2004–05: بايرن ميونخ - 2005–06: بايرن ميونخ - 2006–07: شتوتغارت | - 2007–08: بايرن ميونخ - 2008–09: فولفسبورغ - 2009–10: بايرن ميونخ - 2010–11: بوروسيا دورتموند - 2011–12: بوروسيا دورتموند - 2012–13: بايرن ميونخ - 2013–14: بايرن ميونخ - 2014–15: بايرن ميونخ - 2015–16: بايرن ميونخ - 2016–17: بايرن ميونخ - 2017–18: بايرن ميونخ - 2018–19: بايرن ميونخ - 2019–20: بايرن ميونخ - 2020–21: بايرن ميونخ - 2021–22: بايرن ميونخ - 2022–23: بايرن ميونخ - 2023–24: باير ليفركوزن - 2024–25: بايرن ميونخ |

## الأكثر تتويجًا

### حسب الأندية
| النادي                     | البطل | الوصيف | مواسم البطولة | مواسم الوصافة                                                                            |
| -------------------------- | ----- | ------ | --- | ---------------------------------------------------------------------------------------- |
| بايرن ميونخ                | 34    | 10     | 1931–32, 1968–69, 1971–72, 1972–73, 1973–74, 1979–80, 1980–81, 1984–85, 1985–86, 1986–87, 1988–89, 1989–90, 1993–94, 1996–97, 1998–99, 1999–2000, 2000–01, 2002–03, 2004–05, 2005–06, 2007–08, 2009–10, 2012–13, 2013–14, 2014–15, 2015–16, 2016–17, 2017–18, 2018–19, 2019–20، 2020–21، 2021–22، 2022–23، 2024–25 | 1969–70, 1970–71, 1987–88, 1990–91, 1992–93, 1995–95, 1997–98, 2003–04, 2008–09, 2011–12 |
| نادي نورنبرغ               | 9     | 3      | 1919–20, 1920–21, 1923–24, 1924–25, 1926–27, 1935–36, 1947–48, 1960–61, 1967–68 | 1933–34, 1936–37, 1961–62                                                                |
| بوروسيا دورتموند           | 8     | 10     | 1955–56, 1956–57, 1962–63, 1994–95, 1995–96 , 2001–02 , 2010–11 , 2011–12 | 1948–49, 1960–61, 1965–66, 1991–92, 2012–13, 2013–14, 2015–16, 2018–19, 2019–20, 2022–23 |
| شالكه 04                   | 7     | 10     | 1933–34, 1934–35, 1936–37, 1938–39, 1939–40, 1941–42, 1957–58 | 1932–33, 1937–38, 1940–41, 1971–72, 1976–77, 2000–01, 2004–05, 2006–07, 2009–10, 2017–18 |
| نادي هامبورغ               | 6     | 8      | 1922–23, 1927–28, 1959–60, 1978–79, 1981–82, 1982–83 | 1923–24, 1956–57, 1957–58, 1975–76, 1979–80, 1980–81, 1983–84, 1986–87                   |
| نادي شتوتغارت              | 5     | 5      | 1949–50, 1951–52, 1983–84, 1991–92, 2006–07 | 1934–35, 1952–53, 1978–79, 2002–03, 2023–24                                              |
| بوروسيا مونشنغلادباخ       | 5     | 2      | 1969–70, 1970–71, 1974–75, 1975–76, 1976–77 | 1973–74, 1977–78                                                                         |
| فيردر بريمن                | 4     | 7      | 1964–65, 1987–88, 1992–93, 2003–04 | 1967–68, 1982–83, 1984–85, 1985–86, 1994–95, 2005–06, 2007–08                            |
| نادي كايزرسلاوترن          | 4     | 4      | 1950–51, 1952–53, 1990–91, 1997–98 | 1947–48, 1953–54, 1954–55, 1993–94                                                       |
| نادي كولن                  | 3     | 7      | 1961–62, 1963–64, 1977–78 | 1959–60, 1962–63, 1964–65, 1972–73, 1981–82, 1988–89, 1989–90                            |
| لوكوموتيف لايبزيغ          | 3     | 2      | 1902–03, 1905–06, 1912–13 | 1910–11, 1913–14                                                                         |
| غرويتر فورت                | 3     | 1      | 1913–14, 1925–26, 1928–29 | 1919–20                                                                                  |
| نادي هرتا برلين            | 2     | 5      | 1929–30, 1930–31 | 1925–26, 1926–27, 1927–28, 1928–29, 1974–75                                              |
| فيكتوريا برلين             | 2     | 2      | 1910–11 | 1906–07, 1908–09                                                                         |
| نادي درسدن                 | 2     | 1      | 1943–44 | 1939–40                                                                                  |
| هانوفر 96                  | 2     | —      | 1937–38, 1953–54 |                                                                                          |
| باير 04 ليفركوزن           | 1     | 6      | 2023–24 | 1996–97, 1998–99, 1999–2000, 2001–02, 2010–11, 2024–25                                   |
| كارلسروه إف في             | 1     | 2      | 1909–10 | 1904–05, 1911–12                                                                         |
| هولشتاين كيل               | 1     | 2      | 1911–12 | 1909–10, 1929–30                                                                         |
| ميونخ 1860                 | 1     | 2      | 1965–66 | 1930–31, 1966–67                                                                         |
| نادي 1890 برلين            | 1     | 1      | 1904–05 | 1920–21                                                                                  |
| كارلسروه إس سي             | 1     | 1      | 908–09 | 1955–56                                                                                  |
| فورتونا دوسلدورف           | 1     | 1      | 1932–33 | 1935–36                                                                                  |
| آينتراخت فرانكفورت         | 1     | 1      | 1958–59 | 1931–32                                                                                  |
| نادي فولفسبورغ             | 1     | 1      | 2008–09 | 2014–15                                                                                  |
| نادي فريبيرغ               | 1     | —      | 1906–07 |                                                                                          |
| رابيد فيينا                | 1     | —      | 1940–41 |                                                                                          |
| نادي مانهايم               | 1     | —      | 1948–49 |                                                                                          |
| روت فايس إيسن              | 1     | —      | 1954–55 |                                                                                          |
| آينتراخت براونشفايغ        | 1     | —      | 1966–67 |                                                                                          |
| نادي ساربروكن              | —     | 2      | | 1942–43, 1951–52                                                                         |
| كيكرز أوفنباخ              | —     | 2      | | 1949–50, 1958–59                                                                         |
| نادي براغ الألماني         | —     | 1      | | 1902–03                                                                                  |
| نادي بفورتسهايم .1         | —     | 1      | | 1905–06                                                                                  |
| شتوتغارت كيكرز             | —     | 1      | | 1907–08                                                                                  |
| آينتراخت دويسبورغ          | —     | 1      | | 1912–13                                                                                  |
| يونيون برلين               | —     | 1      | | 1922–23                                                                                  |
| إف إس في فرانكفورت         | —     | 1      | | 1924–25                                                                                  |
| أدميرا فاكر مودلينغ        | —     | 1      | | 1938–39                                                                                  |
| فيرست فيينا                | —     | 1      | | 1941–42                                                                                  |
| نادي القوات الجوية-هامبورغ | —     | 1      | | 1943–44                                                                                  |
| برويسن مونستر              | —     | 1      | | 1950–51                                                                                  |
| نادي دويسبورغ              | —     | 1      | | 1963–64                                                                                  |
| ألمانيا آخن                | —     | 1      | | 1968–69                                                                                  |
| آر بي لايبزيغ              | —     | 1      | | 2016–17                                                                                  |

### حسب الولاية
| الولاية              | الألقاب | الأندية الفائزة |
| -------------------- | ------- | --- |
| بافاريا              | 47      | بايرن ميونخ (34)، نورنبرغ (9)، غرويتر فورت (3)، ميونخ 1860 (1)                                                                              |
| شمال الراين-وستفاليا | 26      | بوروسيا دورتموند (8)، شالكه 04 (7)، بوروسيا مونشنغلادباخ (5)، إف سي كولن (3)، فورتونا دوسلدورف (1)، روت فايس إيسن (1)، باير 04 ليفركوزن (1) |
| بادن-فورتمبيرغ       | 9       | شتوتغارت (5)، كارلسروه إف في (1)، كارلسروه إس سي (1)، مانهايم (1)، فريبيرغ (1)                                                              |
| هامبورغ              | 6       | هامبورغ (6) |
| ساكسونيا             | 5       | لوكوموتيف لايبزيغ (3)، درسدن (2) |
| برلين                | 5       | هيرتا برلين (2)، فيكتوريا 89 برلين (2)، بلاو فايس برلين (1)                                                                                 |
| راينلند بالاتينات    | 4       | كايزرسلاوترن (4) |
| بريمن                | 4       | فيردر بريمن (4) |
| سكسونيا السفلى       | 4       | هانوفر 96 (2)، آينتراخت براونشفايغ (1)، فولفسبورغ (1)                                                                                       |
| شلسفيغ هولشتاين      | 1       | هولشتاين كيل (1) |
| هسن                  | 1       | آينتراخت فرانكفورت (1) |
| أخرى                 | 1       | النمسا: رابيد فيينا (1) |

## السجلات

### الأكثر مشاركة
آخر تحديث 5 أغسطس 2025.
| اللاعب | اللاعب           | الفترة    | النادي (الأندية)                                                         | المباريات |
| ------ | ---------------- | --------- | ------------------------------------------------------------------------ | --------- |
| 1      | كارل هاينز كوربل | 1972–1991 | آينتراخت فرانكفورت 602                                                   | 602       |
| 2      | مانفريد كالتز    | 1971–1991 | هامبورغ 581                                                              | 581       |
| 3      | أوليفر كان       | 1987–2008 | كارلسروه 128، بايرن ميونخ 429                                            | 557       |
| 4      | كلاوس فيشتل      | 1965–1988 | شالكه 477، فيردر بريمن 75                                                | 552       |
| 5      | ميركو فوتافا     | 1976–1996 | بوروسيا دورتموند 189، فيردر بريمن 357                                    | 546       |
| 6      | كلاوس فيشر       | 1968–1988 | ميونخ 1860 60، شالكه 295، كولن 96، بوخوم 84                              | 535       |
| 7      | آيكه إيمل        | 1978–1995 | بوروسيا دورتموند 247، شتوتغارت 287                                       | 534       |
| 8      | مانويل نوير      | 2006–     | شالكه 156، بايرن ميونخ 367                                               | 523       |
| 9      | فيلي نويبيرغر    | 1966–1983 | بوروسيا دورتموند 148، فيردر بريمن 63، فوبرتال 42، آينتراخت فرانكفورت 267 | 520       |
| 10     | مايكل لاميك      | 1972–1988 | بوخوم 518                                                                | 518       |

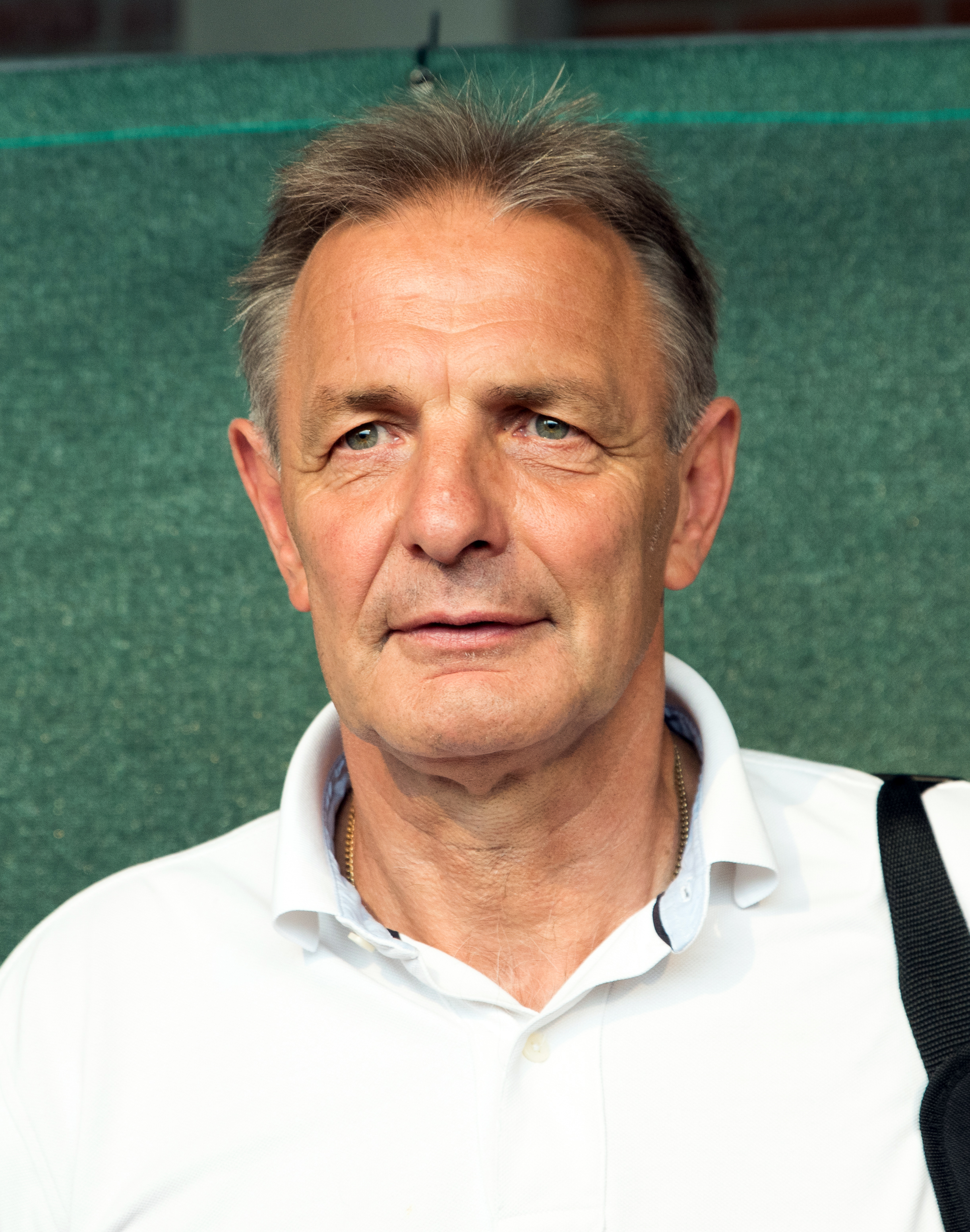
كارل هاينز كوربل اللاعب الأكثر مشاركة في تاريخ البوندسليغا

الخط الغامق يعني أن اللاعب لا يزال يلعب في الدوري الألماني.

### الأكثر تهديفاً
آخر تحديث 6 فبراير 2023.
| اللاعب | اللاعب            | الفترة    | الأندية                                                                    | عدد الأهداف  |
| ------ | ----------------- | --------- | -------------------------------------------------------------------------- | ------------ |
| 1      | غيرد مولر         | 1965–1979 | بايرن ميونخ (365)                                                          | 365 (Ø 0.85) |
| 2      | روبرت ليفاندوفسكي | 2010–2022 | بوروسيا دورتموند (74)، بايرن ميونخ (238)                                   | 312 (Ø 0.81) |
| 3      | كلاوس فيشر        | 1968–1988 | ميونخ 1860 (28)، شالكه (182)، كولن (31)، بوخوم (27)                        | 268 (Ø 0.50) |
| 4      | يوب هاينكس        | 1965–1978 | بوروسيا مونشنغلادباخ (195)، هانوفر (25)                                    | 220 (Ø 0.60) |
| 5      | مانفريد بورغسمولر | 1969–1990 | روت فايس إيسن (32)، بوروسيا دورتموند (135)، نورنبرغ (12)، فيردر بريمن (34) | 213 (Ø 0.48) |
| 6      | كلاوديو بيتزارو   | 1999–2020 | فيردر بريمن (109)، بايرن ميونخ (87)، كولن (1)                              | 197 (Ø 0.42) |
| 7      | أولف كيرشتن       | 1990–2003 | باير ليفركوزن (181)                                                        | 181 (Ø 0.52) |
| 8      | شتيفان كونتس      | 1983–1999 | بوخوم (47)، باير أوردينغن (32)، كايزرسلاوترن (75)، أرمينيا بيليفيلد (25)   | 179 (Ø 0.40) |
| 9      | ديتر مولر         | 1973–1986 | كولن (159)، شتوتغارت (14)، ساربروكن (4)                                    | 177 (Ø 0.58) |
| 9      | كلاوس ألوفس       | 1975–1993 | فورتونا دوسلدورف (71)، كولن (88)، فيردر بريمن (18)                         | 177 (Ø 0.42) |

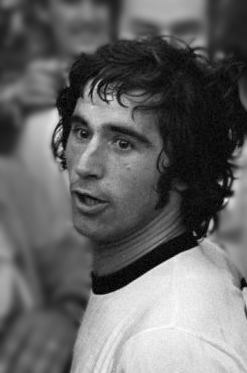
غيرد مولر أفضل هداف في تاريخ البوندسليغا

الخط الغامق يعني أن اللاعب لا يزال يلعب في الدوري الألماني.

### قائمة الهدافين

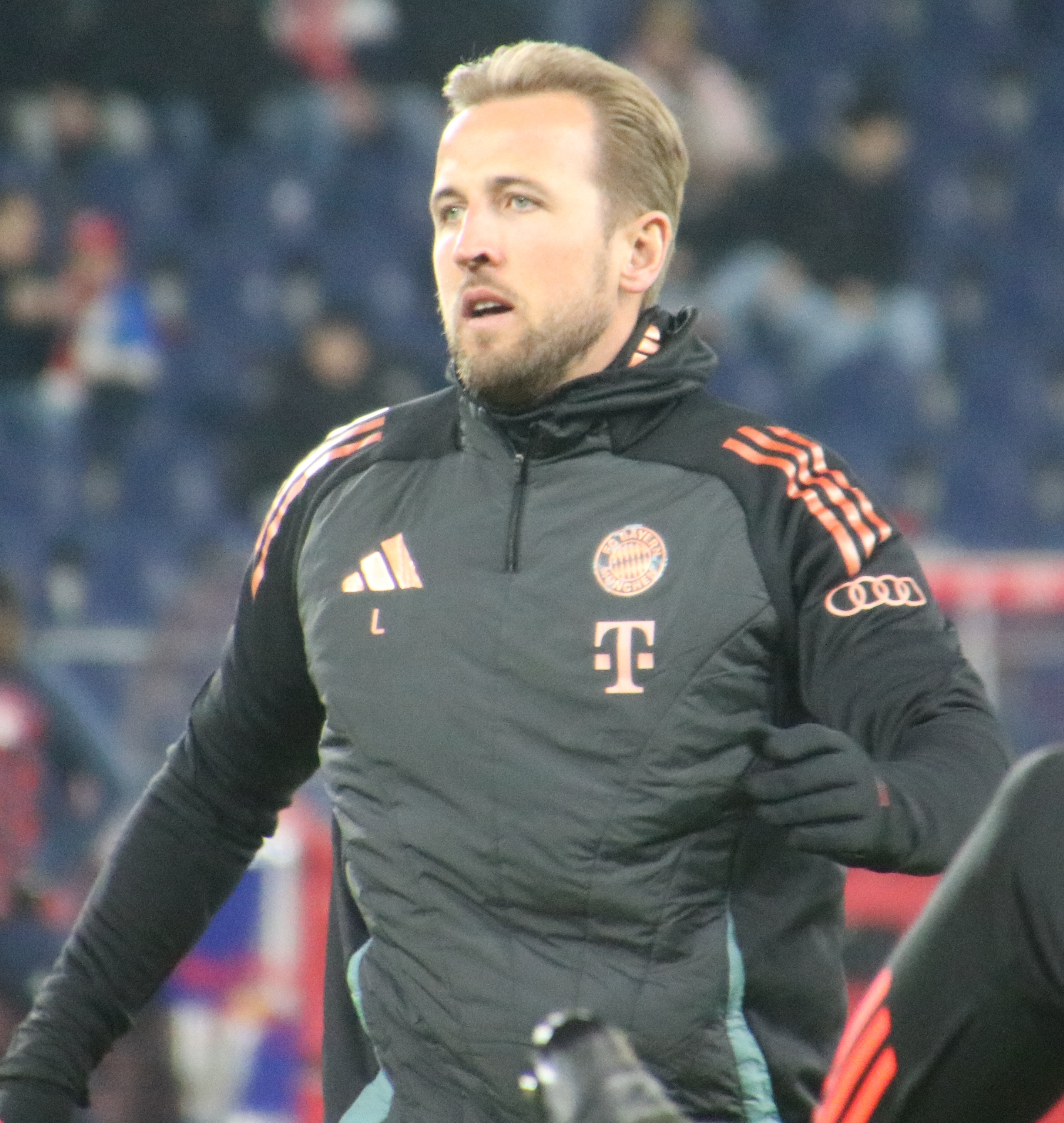
هاري كين هداف الدوري موسم 2024–25

قائمة الهدافين في آخر عشر مواسم في الدوري الألماني:
| الموسم  | اللاعب                         | النادي                    | عدد الأهداف |
| ------- | ------------------------------ | ------------------------- | ----------- |
| 2015–16 | روبرت ليفاندوفسكي              | بايرن ميونخ               | 30          |
| 2016–17 | بيير إيميريك أوباميانغ         | بوروسيا دورتموند          | 31          |
| 2017–18 | روبرت ليفاندوفسكي              | بايرن ميونخ               | 29          |
| 2018–19 | روبرت ليفاندوفسكي              | بايرن ميونخ               | 22          |
| 2019–20 | روبرت ليفاندوفسكي              | بايرن ميونخ               | 34          |
| 2020–21 | روبرت ليفاندوفسكي              | بايرن ميونخ               | 41          |
| 2021–22 | روبرت ليفاندوفسكي              | بايرن ميونخ               | 35          |
| 2022–23 | نيكلاس فولكروغ كريستوفر نكونكو | فيردر بريمن آر بي لايبزيغ | 16          |
| 2023–24 | هاري كين                       | بايرن ميونخ               | 36          |
| 2024–25 | هاري كين                       | بايرن ميونخ               | 26          |

## وصلات خارجية
- الموقع الرسمي. (بالألمانية)

```
(بالإنجليزية)
```